# Antoine Navarro
Antoine Navarro est le personnage principal de la série télévisée Navarro.

## Biographie

### Jeunesse
Antoine Navarro est né le 25 octobre 1925 en Algérie française, à Alger où il a grandi dans le quartier la basse casbah.
On sait peu de chose sur son enfance.
À 18 ans, il s'engage dans l'armée. Durant la guerre d'Algérie, il dirige une brigade de Harkis.
En 1962, Navarro est démobilisé et rapatrié en France Métropolitaine

## Carrière dans la police
En 1964, Navarro devient agent de police à Marseille, puis il gravit les échelons. En 1970, il devient inspecteur de police à Lyon et monte en grade. 
En 1980, il devient commissaire de police à Paris. En 2006, il devient commissaire divisionnaire jusqu'en 2008, date à laquelle il prend sa retraite.

## Vie privée
En 1968 il rencontre sa femme Héléna qu'il épouse en 1970. Sa fille Yolande Navarro est née en 1978 puis sa femme disparait en 1980. Navarro retrouve sa femme mais celle-ci est devenue amnésique. Il élève seul sa fille, il est jaloux et possessif des hommes qui tournent autour de sa fille. Il a une filleule Cécile, dont il possède la garde à partir de 2001 car les parents de Cécile sont assassinés par un criminel .
Il est domicilié dans le XIIIe arrondissement de Paris, au 27 rue du Javelot.